# Kleiner Ulmensplintkäfer
Der Kleine Ulmensplintkäfer (Scolytus multistriatus) ist ein Rüsselkäfer aus der Unterfamilie der Borkenkäfer (Scolytinae). Da er seine Brutsysteme in der Rinde der Wirtsbäume anlegt, wird er den Rindenbrütern zugerechnet.

## Merkmale
Die Käfer werden 2 bis 3,5 Millimeter lang und haben einen schwarz gefärbten, walzenförmigen Körper. Der Halsschild ist groß, vorn verengt, die Basis und die Seiten sind kantig gerandet. Es verdeckt von oben gesehen nicht den Kopf. Die Stirn ist beim männlichen Käfer flach mit einem Haarkranz, beim weiblichen Käfer dagegen gewölbt und kahl (Sexualdimorphismus). Das Abdomen steigt ab dem zweiten Sternit zum Ende hin schräg an. Die Schienen (Tibien) der Vorderbeine sind außen glatt, die Spitze ist hakenförmig gekrümmt. Das dritte Tarsenglied ist zweilappig. Die rotbraun gefärbten Flügeldecken tragen regelmäßige Punktreihen aus kleinen Vertiefungen. Die Fühler und Beine sind rotbraun.

## Verbreitung
Die Art ist in Europa und im südlichen und westlichen Teil des europäischen Russlands verbreitet.

## Lebensweise
Der Kleine Ulmensplintkäfer kommt vor allem an Ulmen (Ulmus), gelegentlich auch an Zitter-Pappel (Populus tremula), Prunus-Arten, Kreuzdorn (Rhamnus), Hainbuche (Carpinus betulus), Erlen (Alnus), Orient-Buche (Fagus orientalis), Eichen und Eschen vor.
Er besiedelt die Rinde der Bäume, auch im Bereich der Borke. Das Fraßbild ist ein relativ kurzer, zwei bis sechs Zentimeter langer, einarmiger Muttergang (senkrechter Längsgang). Die bis zu 50 Larvengänge auf jeder Seite zweigen von diesem seitlich ab.
Es kommt zur Ausbildung einer, selten auch zwei Generationen im Jahr. Die Flugzeit ist von Ende Mai bis Juni. Der Käfer frisst an den Abzweigestellen kleiner Äste und an der Basis der Blattstiele. Dabei und bei seinem Einbohren in die Rinde/Borke überträgt er Sporen des Pilzes Ceratocystis ulmi. Dieser Pilz führt zu einer Erkrankung des Baumes, dem Ulmensterben, welche meist den Tod des Wirtsbaumes nach sich zieht.

## Bekämpfung
Eine Bekämpfung ist praktisch unmöglich, da den Tieren immer bruttaugliches Material zur Verfügung stehen wird. Befallene Bäume werden meist zu spät entdeckt. Befallsherde müssen, will man ein weiteres Ausbreiten eindämmen, vollständig beseitigt werden und die Rinde mit den Larven und Eiern sowie das infizierte Holz vernichtet werden. Vielerorts sind die Ulmen jedoch bereits an dem Pilz eingegangen und stehen somit nicht mehr als Wirtsbäume zur Verfügung. Es gibt Versuche im Anbau mit Resista-Ulmen, welche dem Pilz widerstehen sollen.